# Dinotrema castaneum
Dinotrema castaneum är en stekelart som först beskrevs av Christian Gottfried Daniel Nees von Esenbeck 1834.  Dinotrema castaneum ingår i släktet Dinotrema och familjen bracksteklar. Inga underarter finns listade i Catalogue of Life.